# Erika Kirpuová
Erika Kirpuová (* 22. června 1992 Moskva, Rusko) je estonská sportovní šermířka, která se specializuje na šerm kordem. Estonsko reprezentuje od druhého desetiletí jednadvacátého století. Na olympijských hrách startovala v roce 2016 v soutěži jednotlivkyň a družstev. V roce 2014 obsadila třetí místo na mistrovství světa v soutěži jednotlivky. S estonským družstvem kordistek vybojovala v roce 2014 druhé místo na mistrovství světa a s družstvem vybojovala v roce 2013 a 2016 titul mistryň Evropy. V roce 2017 vyhrála v Lipsku světový šampionát v týmové soutěži a na olympiádě v Tokiu získala pro Estonsko s družstvem kordistek první olympijské zlato v šermu. Šermuje pravou rukou. 
Je absolventkou Tallinské technické univerzity. Jejím partnerem je italský šermíř Enrico Garozzo, žijí spolu v Miláně. V roce 2022 jí byl udělen Řád bílé hvězdy.